# Назія (Путиловське сільське поселення)
На́зія (рос. Назия) — село, у минулому селище, у Кіровському районі Ленінградської області, Росія.